# Wacht op mij (roman)
Wacht op mij is een korte, humoristische roman van Michele Serra. Het gaat over een vader die probeert de generatie van zijn puberzoon te begrijpen. Het boek telt 107 pagina's en voert de lezer mee op een reis van het brein van de vader.